# 더보이즈의 음반 목록
다음은 대한민국의 보이 그룹 더보이즈가 발매한 음반 목록이다.